# Dobokai Mihály
Dobokai Mihály 16. századi erdélyi református énekszerző.
Egy éneke ismeretes: Magasztaljuk az Uristent már kinek… (Szent háromság nap után való dicséret). Megvan a Debreceni Énekeskönyvben (1590) és a Bártfai Énekeskönyvben (1593). Szerzője nevét a versfejekből ismerjük: Michael Dobokai és az utolsó szakaszban írta meg, hogy 1565-ben Kolozsvárt szerezte énekét: 
„Ezer ötszáz hatvanöt esztendőben Régi Kolozsvárnak ő városában Kisasszony napján rendelék versekben, kiből dicsírtessék az nagy Uristen."
A szöveg teljes terjedelme 17 strófa. Metrumképlete: a11, a11, a11, a11.
Szilády Áron szövegkiadása: Régi magyar költők tára VII. kötet, Budapest, 1912–1926.